# Caius Poetelius Libo Visolus (consul en -326)
Pour les articles homonymes, voir Caius Poetelius Libo Visolus.
Caius Poetelius Libo Visolus, né vers 360 et mort vers 320, est un homme politique romain, membre de la gens plébeienne des Poetelii (en). Il est le fils de Caius Poetelius Libo Visolus.
Il est élu consul de Rome en 326 av. J.-C. avec Lucius Papirius Cursor. Il dévaste le Samnium et prend Allifae, Callifae et Rufrium. Il tente un rapprochement avec Alexandre le Molosse, roi d'Épire qui venait de débarquer dans le sud de l'Italie, afin de combattre avec lui les Samnites, mais ce dernier meurt avant qu'un contact sérieux puisse être établi.